# Mist
|  | Per a altres significats, vegeu «MIST». |

Mist és un conjunt neerlandès d'indie pop format a principis de la dècada dels 2000. El nom del grup (boirina en anglès) defineix molt bé el seu propi so, tranquil, suau i ambiental. Ells mateixos han denominat el seu estil com Dream Pop. Sovint usen samples electrònics com acompanyament i base de ritme.

## Història
Des dels seus començaments, s'han convertit en un del grups importants en l'escena independent europea i també en Amèrica Llatina. El seu primer àlbum, We should have been stars fou publicat en 2002 en Alemanya per la companyia Tumbleweed Records i posteriorment en Mèxic per Astre Mèxic i en Xile per Quemasucabeza (aquesta última edició conté un tema extra). Els seus treballs han estat editats amb posterioritat en els diferents països on s'ha rebut bé la seua música.
En 2004, Mist va viatjar fins a l'estat espanyol, Alemanya, França i Noruega per a realitzar una gira, que continuaria a l'any següent visitant els mateixos llocs i Mèxic.

## Discografia
- We should have been stars - 2002, Astro
- Dangerous words (EP) - 2003, Astro
- Only for a moment (Senzill) - 2005, Astro
- Bye Bye - 2005, Astro
- Mist:Period - 2006/2007, edició digital